# Bellyache
Bellyache (Eigenschreibweise: bellyache) ist ein Lied der US-amerikanischen Singer-Songwriterin Billie Eilish. Es wurde ursprünglich am 24. Februar 2017 als Digital-Single veröffentlicht und später für Billie Eilishs Debütminialbum Don’t Smile at Me (11. August 2017) verwendet.

## Musikvideo
Am 22. März 2017 folgte auf YouTube das Musikvideo. Es zeigt, wie Eilish eine lange, leere Wüstenstraße entlanggeht und einen roten Wagen mit Säcken, gefüllt mit Geldscheinen, hinter sich zieht. Die Sängerin beginnt, die schlimmen Dinge zu erzählen, die sie getan hat, und fragt sich, wo ihr Verstand geblieben ist. Im Verlauf des Videos wirft sie Geldscheine in die Luft und tanzt die Straße entlang. Es zählt bis heute über 640 Millionen Aufrufe (Stand: 29. September 2023).

## Kommerzieller Erfolg

### Chartplatzierungen
Das Lied stieg auf Platz 3 der US-amerikanischen Billboard Bubbling Under Hot 100 in der Woche vom 8. Dezember 2018.
| ChartsChartplatzierungen     | Höchstplatzierung | Wochen |
| ---------------------------- | ----------------- | ------ |
| Vereinigtes Königreich (OCC) | 79 (9 Wo.)        | 9      |

### Auszeichnungen für Musikverkäufe
| Land/Region                  | Auszeichnungen für Musikverkäufe (Land/Region, Auszeichnung, Verkäufe) | Verkäufe  |
| ---------------------------- | ---------------------------------------------------------------------- | --------- |
| Australien (ARIA)            | 6× Platin                                                              | 420.000   |
| Brasilien (PMB)              | 2× Platin                                                              | 80.000    |
| Dänemark (IFPI)              | Platin                                                                 | 90.000    |
| Deutschland (BVMI)           | Gold                                                                   | 200.000   |
| Frankreich (SNEP)            | Gold                                                                   | 100.000   |
| Italien (FIMI)               | Gold                                                                   | 35.000    |
| Kanada (MC)                  | Platin                                                                 | 80.000    |
| Mexiko (AMPROFON)            | 2× Platin                                                              | 120.000   |
| Neuseeland (RMNZ)            | 3× Platin                                                              | 90.000    |
| Österreich (IFPI)            | Platin                                                                 | 30.000    |
| Polen (ZPAV)                 | 2× Platin                                                              | 40.000    |
| Portugal (AFP)               | Platin                                                                 | 10.000    |
| Schweiz (IFPI)               | Platin                                                                 | 20.000    |
| Spanien (Promusicae)         | Platin                                                                 | 60.000    |
| Vereinigte Staaten (RIAA)    | 2× Platin                                                              | 2.000.000 |
| Vereinigtes Königreich (BPI) | Platin                                                                 | 839.000   |
| Insgesamt                    | 3× Gold · 24× Platin ·                                                 | 4.214.000 |

Hauptartikel: Billie Eilish/Auszeichnungen für Musikverkäufe